# 船橋市立中野木小学校
船橋市立中野木小学校（ふなばししりつ なかのきしょうがっこう）は、千葉県船橋市中野木二丁目にある公立小学校。通称は「中小」（なかしょう）。

## 概観
前原団地建設に伴い開校。開校当初は現在の中央校舎しか建設されなかった。周辺の宅地化に伴い増築し現在に至る。現在は西・中央・東・南・体育館・プレハブ校舎があり、全体がコの字型の配置となっている。
元々、畑の中にできた学校で周辺住民から終日通り抜けをしていいという条件で建設を承諾したため、現在も周辺の中学生や住民が朝から夜まで通り抜けている。

## 教育目標
一人一人を大切に育てる教育を基盤として自ら学ぶ意欲と心豊かで、たくましい児童を育てる。（生きる力を育てる）

## 学区
- 船橋市
  - 前原西4丁目・5丁目9番～17番・6丁目・7丁目
  - 飯山満町2丁目381番地～393番地・395番地・396番地・528番地～535番地
  - 中野木1丁目・2丁目

## 沿革
- 1960年（昭和35年） - 中野木小学校開校
- 1962年（昭和37年）4月 - 飯山満町2丁目の一部を学区に編入
- 1964年（昭和39年）
  - 3月 - 校旗制定
  - 10月 - 校歌制定
- 1966年（昭和41年）3月 - 校舎東側へ6教室増築（第2期工事）
- 1967年（昭和42年）4月 - 前原1丁目の580番地から615番地までが学区に編入される
- 1968年（昭和43年）3月 - 校舎東側へ6教室増築（第3期工事）

## 委員会
- 計画委員会
- 代表委員会
- 理科委員会
- 放送委員会
- 栽培飼育委員会
- 清掃委員会
- 保健委員会

## 部活・クラブ活動
- 合唱部
- サッカー部
- ミニバスケットボール部（前原小学校と合同）

## 交通
- JR総武線津田沼駅下車 京成バスに乗り継ぎ管理事務所前下車
- 京成松戸線前原駅下車

## 著名な出身者
- 鈴木浩子 - 船橋市議会議員、アナウンサー、ディーヴァ
- 竹嶋裕二 - サッカー選手

## 周辺の施設
- セブン-イレブン
- リブレ京成アルビス前原店
- 京成電鉄松戸線前原駅
- 船橋前原団地内郵便局
- 船橋市前原児童ホーム
- キッズ･ファミリークリニック ささもと小児科